# Vertebratus
Le vertebratus (latin pour vertébré) est une variété de cirrus dont les éléments suggèrent des vertèbres ou un squelette de poisson,. Ce terme s'applique principalement aux cirrus. Une telle organisation spatiale suggère que le système nuageux a été engendré par la présence d'ondes de gravité.